# Bleri Lleshi
Blerim Gjonpalaj ([blɛˈɾim ɟ͡ʝɔnˈpalaj]; Albanië, 1981), bekend onder het pseudoniem Bleri Lleshi ([blɛˈɾi ɫɛˈʃi]), is een in België wonend filosoof, schrijver en spreker.

## Carrière
Bleri Lleshi onderzoekt thema's als sociale ongelijkheid, liefde, neoliberalisme, jongeren, interculturaliteit, identiteit en Brussel. Hij schrijft regelmatig opiniestukken en recensies voor verschillende media, waaronder Knack.be. Hij is docent aan de hogeschool UCLL in Leuven.
In januari 2014 figureerde Lleshi in de Knack-lijst van de 25 invloedrijkste allochtonen in België. In november 2014 kreeg Lleshi de Emancipatieprijs van VOEM. Hij gaf de prijs door aan La Voix des Sans Papiers. In december 2018 werd hij door Pax Christi uitgeroepen tot Ambassadeur voor de vrede.

## DJ Bruselo
Lleshi heeft ook een artistiek project als dj. Zijn artiestennaam is Bruselo (Esperanto voor Brussel). Als dj wil Lleshi de diversiteit van muziek aantonen door muziek uit alle delen van de wereld te spelen. Hij speelt global grooves, gaande van Balkan Beats, cumbia, afrobeat, soukous en arabesk tot hiphop, dancehall en reggae.
Bruselo is organisator en huis-dj bij Globalicious, een maandelijkse event/feestje in Brussel.
Globalicious is een viering van culturele diversiteit. Tijdens de event zijn er internationale sprekers, concerten, dans workshops en feestje met lokale en internationale dj's.

## Documentaires
- Bxl, stad zonder eigenaar (België, 2009)
- Inspirerende Parcours (België, 2011)[18]
- Protest voor het leven en Balkan Melange (2012)
- Mensen zoals ons (2013)

- International Standard Name Identifier: 0000 0003 5604 6481
- Library of Congress Control Number: n2011054669
- Nederlandse Thesaurus van Auteursnamen: 327100222
- Système universitaire de documentation: 231445431
- Virtual International Authority File: 177187097
- WorldCat: E39PBJxcVQfTTdT8xwWhppctrq